# Вартиус
Ва́ртиус (фин. Vartius) — финский контрольно-пропускной пункт на финляндско-российской границе приблизительно в 140 км от Каяани в муниципалитете Кухмо.
Пункт автомобильного (МАПП) и железнодорожного сообщения на российско-финляндской границе открыт в 1960-х годах, а в 1992 году ему присвоен статус международного. Открыт ежедневно с 07.00 до 21.00.
На 2012 год на пункте было зарегистрировано 502 150 пересечений границы.
В 2016 году планируется подписание соглашения о возможности для грузового железнодорожного транспорта пересекать границу.
В связи с режимом экономии бюджета, планируется сокращение времени работы пограничного пункта.